# NGC 497
NGC 497 este o galaxie spirală barată situată în constelația Balena. A fost descoperită în 6 noiembrie 1882 de către Édouard Stephan. De asemenea, a fost observată încă o dată în 31 octombrie 1886 de către Lewis Swift.